# Реммельс
Реммельс (нем. Remmels) — община в Германии, в земле Шлезвиг-Гольштейн. 
Входит в состав района Рендсбург-Экернфёрде. Подчиняется управлению Хоэнвештедт-Ланд.  Население составляет 430 человек (на 31 декабря 2010 года). Занимает площадь 9,49 км².